# Gemma Montalvo García
Gemma Montalvo García (7 de febrero de 1970) es una investigadora española del Grupo CINQUIFOR de la Universidad de Alcalá.

## Trayectoria investigadora
Su trayectoria se desarrolla principalmente en la Universidad de Alcalá (UAH), donde se licenció (1993) y obtuvo el título de Doctor Europeo en Ciencias Químicas (1999). Ha sido Profesor Asociado (1999), Profesor Contratado Doctor (2005) y desde 2001 Profesor Titular de Universidad en Química Física. Su estancia posdoctoral fue en el Departamento de Química Física de la Universidad de Lund (Suecia).
En 2011 se integró en el grupo Investigación en CIencias QUÍmicas y FORenses (CINQUIFOR) y en el Instituto Universitario de Investigación en Ciencias Policiales (IUICP), iniciando la línea de investigación en drogas de abuso, y participando en las ya establecidas de explosivos y artefactos incendiarios, en el desarrollo de metodologías para técnicas espectroscópicas vibracionales: Raman y espectroscopía infrarroja con transformada de Fourier. 
Es coautora de publicaciones internacionales, la mayoría Q1; participa con presentaciones en congresos nacionales/internacionales; y es o ha sido colaboradora en proyectos de investigación de diversa financiación y multidisciplinares, dos de ellos europeos: uno sobre identificación de explosivos y residuos de explosivo empleados en artefactos explosivos improvisados, y otro del programa Marie Curie Initial Training Networks en el que ha sido coordinadora por la UAH (del que es miembro del comité directivo y ejerció como responsable de divulgación científica). 
También es revisora de manuscritos en revistas científicas indexadas en JCR.

## Trayectoria docente
Ha participado en varios proyectos de Innovación Docente de la UAH. Es coordinadora del primer curso de grado de Farmacia y de diversas asignaturas. Actualmente es miembro del Consejo del IUICP, de la Junta de Facultad de Farmacia y de la Comisión de Docencia del grado de Farmacia (UAH), y del consejo editorial de la revista Alimentos, Ciencia e Ingeniería (indexada en Latindex). Ha sido miembro de dos comités científicos (VIII y IX Congreso Iberoamericano de Educación Científica) y de tribunales de plazas de profesorado, tesis doctoral y trabajos fin de grado y máster.
Desde 2014 es coordinadora del Convenio Marco de Cooperación Científico Tecnológica de la UAH y la UPTC. 

## Organización de actividades I+D
Ha dirigido 3 cursos de verano en la UAH (“Incendios: investigación y análisis”); 2 seminarios de espectroscopía Raman aplicada a líquidos inflamables, explosivos y restos post-explosión, junto a ThermoFisher Scientific e INFAIMON; y participa en la divulgación sobre explosiones y fuego (Noche Europea de los Investigadores y Semana de la Ciencia de Madrid+d).